# جيف بوندس
جيف بوندس (بالإنجليزية: Jeff Bonds)‏ مواليد 14 مايو 1982 في لوس أنجلوس، هو لاعب كرة سلة أمريكي. بدأ مسيرته الاحترافية في سنة 2005.

## المسيرة الاحترافية
لعب مع شفيلد شاركس في موسم 2006–2007، ثم لعب مع خيخون لكرة السلة في موسم 2008–2009، ثم لعب مع نادي بيناس ويسكا لكرة السلة في الدوري الإسباني في موسم 2010–2011.